# 何塞·安赫尔·克雷斯波
何塞·安赫爾·克雷斯波·林肯（José Ángel Crespo Rincón，1987年2月9日—）是一名西班牙足球運動員，現效力於希超球會PAOK。荷西·基斯普可擔任左後衛或右後衛。
荷西·基斯普出身自西維爾足球會的青訓系統，他於2005年12月21日首度代表一隊上陣，對手是基達菲。該賽季亦為一隊多上陣兩場賽事。
2007-09賽季，球隊左後衛安東尼奧·佩亞達突然於比賽中逝世，這不幸的事件令球隊的後衛人選出現空缺，因此荷西·基斯普被提拔上一隊。

## 外部連結
- 西甲 球員數據 （西班牙文）